# Художественный музей Леона (Никарагуа)
Художественный музей фонда Ортис-Гурдиан в Леоне (исп. Museo de Arte Fundación Ortiz-Gurdián; англ. Ortíz Gurdián Foundation Art Center) — художественный музей в городе Леон (Никарагуа), основанный в 2000 году; коллекция, размещённая в двух зданиях, включает в себя работы Пикассо, Шагала и Миро — а также и ряда известных никарагуанских художников; при музее есть и сад скульптур; в 2013 году открыл филиал в городе Манагуа; регулярно проводит выставки произведений современного искусства — как групповые, так и персональные.

## История и описание
Центр искусств фонда Ортис-Гурдиан (Centro de Arte de la Fundación Ortiz Gurdian) был создан в городе Леон (Никарагуа) 5 декабря 2000 года. По состоянию на 2019 год, он размещался в четырёх зданиях, построенных в колониальный период — в XVIII и XIX веках; все четыре помещения являлись бывшими виллами (поместьями) состоятельных семей города — они были приобретены и восстановлены семьей Ортис-Гурдиан специально для музейных нужд, начиная с 1999 года.
Первым помещением, открытым в декабре 2000 года стала бывшая усадьба «Casa Norberto Ramírez» — резиденция Норберто Рамиреса (1802—1859). Второй зал открылся в ноябре 2002 года в здании «Casa Derbyshire», принадлежавшей в конце XIX веке семье врача-офтальмолога Хуана Дербишира. В 2006 году у музея появился третий корпус: им стал дом «Casa Delgadillo», первоначально являвшийся частью дома Норберто Рамиреса; в декабре здесь прошла временная презентация гравюр Рембрандта. С 2007 года в «Casa Delgadillo» представлена постоянная коллекция «Integración», состоящая из работ современных художников из Центральной Америки, приглашенных для участия в юбилейной выставке, организованной Центральноамериканским банком экономической интеграции (ЦАБЭИ; Banco Centroamericano de Integración Económica, BCIE) в столице Гондураса городе Тегусигальпа в сентябре 2001.
В 2013 году центр искусств занял усадьбу семьи Дешон «Casa Deshon», являющуюся типичным примером местной архитектуры XIX века: она состоит из четырех «коридоров» (галерей) и центрального сада. Дома «Casa Norberto Ramírez», «Casa Delgadillo» и «Casa Deshon» сообщаются друг с другом — они образуют единый музейный комплекс, расположенный на пересечении улицы Калле Реал (Авенида Рубен Дарио) и Третьей авеню — рядом с церковью Святого Франциско. Коллекция музея весьма разнообразна: она содержит как произведения западно-европейского искусства (периода Ренессанса, барокко и романтизма), так и латиноамериканские работы, созданные в одном из направлений современного искусства.